# Quinta Rete
Quinta Rete è stata un'emittente televisiva di Roma che operò con tale nome dal 1976 al 1982 prima di essere acquistata dall'editore Rusconi per divenire parte del network televisivo Italia 1.
Il nome identifica anche altre emittenti private in varie parti d'Italia, non correlate a quella in oggetto.

## Storia
Le prime trasmissioni risalgono all'ottobre del 1976, con un palinsesto ampiamente dedicato alla divulgazione e all'approfondimento di tematiche giovanili. Quinta Rete si presentò in modo molto innovativo in uno scenario televisivo capitolino che, oltre alle trasmissioni della RAI e l'appena nata GBR, presentava solo emittenti estere in lingua italiana, come Telemontecarlo, Telecapodistria o le reti RSI.
L'emittente si indirizzò successivamente verso un pubblico più ampio, avviando la trasmissione di programmi di intrattenimento condotti da giovani conduttori come Giancarlo Magalli.
Quinta Rete venne in seguito ad associarsi ad Antenna Nord, rete locale milanese dotata di un ampio carnet di film e cartoni animati, che divennero il vero punto di forza della rete. Lo spazio per i bambini, condotto da Marta Flavi, era infatti in grado di proporre numerosi successi come Candy Candy, Jeeg robot d'acciaio o Bia, la sfida della magia.
La televisione entrò poi a far parte del network Italia 1, successivamente acquistato da Fininvest.

## Programmi e personaggi della rete
- Insieme con Gioia: rubrica in collaborazione con l'omonimo settimanale Rusconi condotta da Silvana Giacobini (direttrice della rivista)
- Ora dei ragazzi: contenitore per bambini con Marta Flavi
- Marameo: programma per ragazzi con Marta Flavi
- Cicogna Club Show: programma per ragazzi con Giancarlo Magalli (in collaborazione con i negozi di abbigliamento per bambini La Cicogna)
- Medicina: rubrica di salute e benessere a cura di Fabrizio Trecca e L.Angelini
- Pentagramma: rubrica con Gilda Giuliani
- Doppio Sandwich: varietà con  Gigi e  Andrea.
- Grand Prix: rubrica sui motori (proseguita poi su Italia 1)
- QuintaRete notizie in seguito ribattezzato Il Giornale di Quinta Rete: notiziario a cura di A.Vuturo.
- Oggi è già domani: rubrica per i giovani a cura di Simonetta Tavanti
- Donne in campo: rubrica di moda a cura di Bianca Maria Scotti e Vincenza Capua
- Sport: il giorno dopo: rubrica sportiva a cura di Rino Tommasi
- La Sediaccia: varietà con Pupo De Luca, Silvana Pampanini, ed Antonio Sabato
- Noi e gli Ufo: rubrica a cura di Eufemio Del Buono ed Enzo Buscemi
- A casa mia: spettacolo musicale a cura di A.Bettini
- Meccanica: rubrica di consulenza automobilistica a cura di Franco Meloni
- Passo ridotto: rubrica di cinema a cura di A.Altomare
- Sport prima pagina: rubrica sportiva a cura di Rino Tommasi
- Archeologia: rubrica a cura di Paola Santoro
- Occhio su …
- Qui notizie: rubrica a cura di Eugenio Cavallotti
- Artinsieme: rubrica di arte ed antiquariato con Barbara La Porta
- Dietro la quinta: spettacolo musicale a cura di E.Buscemi e A.Sciarra, con Carlo Dapporto, Rita Pavone, e Bruno Lauzi
- Lettere a Silvana: rubrica di posta a cura di Silvana Giacobini
- Astrologia: rubrica a cura di Lucia Alberti.
- Il bridge è facile: rubrica a cura di Maurizio Lattanzi
- Luce in platea: rubrica a cura di Dante Cappelletti
- A Letto con...: rubrica con Alighiero Noschese